# Clinoclasio
Il clinoclasio o abichite è un raro minerale, arseniato di rame idrato nativo.
Il nome deriva dal greco κλίνειν = inclinare e κλὰσις = frattura, per la tendenza a sfaldarsi in modo obliquo lungo la base.
Il nome meno diffuso, abichite, in lingua italiana, deriva da Otto Hermann Wilhelm von Abich, mineralogista e geologo tedesco.
Scoperto nel 1830 in Cornovaglia, fu descritto per la prima volta nello stesso anno da Johann Friedrich August Breithaupt (1791-1873), mineralogista sassone, e i primi studi sulla composizione si devono a Karl Friedrich August Rammelsberg (1º aprile 1813 - 28 dicembre 1899), mineralogista tedesco, che ne trovò esemplari nella ricca regione mineraria dello Harz (Germania), Damour e Chenevix, mentre le prime citazioni accademiche sono del Dana e di Leopold Gmelin.

## Abito cristallino
I cristalli sono prismatici, di aspetto tabulare, talora pseudorombici.

## Origine e giacitura
Con l'olivenite, il clinoclasio è un minerale secondario di rame.
Tende a formarsi in cristalli aciculari nelle fratture causate dall'acqua infiltratasi vicino a depositi di solfuro di rame.
Minerali eventualmente associati: malachite, olivenite, quarzo, limonite, adamite, azzurrite, brochantite, tirolite, calcofillite, cornwallite e conicalcite

## Forma in cui si presenta in natura
Si presenta in cristalli allungati, tubolari o di aspetto romboedrico; oppure anche in rosette o croste fibrose.
È dimorfo con la gilmarite.

## Caratteri fisico-chimici
È solubile negli acidi e in ammoniaca; se riscaldato, emana odore agliaceo. Fonde facilmente e va pulito con acqua distillata.

## Località di ritrovamento
Le miniere in cui è più presente sono quelle della Cornovaglia, sud del Galles, Australia e degli stati sud-occidentali degli USA. Trovato anche in miniere di rame dell'Austria, Francia, Hartz (Germania), Sardegna (Italia), Repubblica Ceca, Romania, Russia, Repubblica Democratica del Congo.
Si rinviene in diverse miniere del Devon e della Cornovaglia (Gran Bretagna), a Tintic nello Utah e a Majuba Hill nel Nevada (USA).

## Sinonimi
Aphanesite, Clinoclase, Strahlerz, Strahlenkupƒer